# エンリコ・ダラゴーナ
エンリコ・ダラゴーナ（Enrico d'Aragona, ? - 1478年）は、南イタリア・ナポリ王国の王族である。ナポリ王フェルディナンド1世と側妾の1人ディアナ・グアルダートの間の非嫡出子。一族からはアリーゴ（Arrigo）と通称された。
1473年父王によりジェラーチェ侯爵に叙せられた。ポリッセナ・ヴェンティミーリアと結婚し、間に5子をもうけた。エンリコはその死因でその名を歴史に残している。同母兄サンターガタ侯爵チェーザレらと共にナポリ王政府への税を徴収する巡行に赴いた際、グロッテリーアの領主マリーノ・コレアーレの所有するテッラノーヴァ・ダ・シーバリの城館の客人となったが、この城のディナーに出された毒キノコを食して食中毒になり、同席していた人々と共に死んだのである。兄のサンタ―ガタ侯爵も食中毒となったが、回復した。
妻との間の5子は以下の通り。なお、一番下の2人は双子である。
- イッポーリタ（1468年 - 1529年） - ヴェナフロ伯カルロ・パンドーネと結婚
- カテリーナ（生没年不詳） - ジェンティーレ・オルシーニ（ノーラ伯・ピティリャーノ伯ニコロ・オルシーニ（イタリア語版）の末子）と結婚
- ルイジ（1474年 - 1519年） - 第2代ジェラーチェ侯爵、枢機卿[6]
- ジョヴァンナ（1477年 - 1510年） - 従兄のアマルフィ公爵アルフォンソ1世・ピッコローミニと結婚[7][8]
- カルロ（1477年 - ?） - ジョヴァンナの双子の兄弟、第3代ジェラーチェ侯爵

## 引用・脚注
1. ↑  Arden Early Modern Drama, John Webster, ed. Leah S. Marcus, A&C Black (2009) The Duchess of Malfi, p. 16
2. ↑  See Crupi, Pasquino, Rimatori del XV secolo: Roda, Coletta, Maurello, Soveria Mannelli: Rubbettino Editore (2002) p. 89. Also Giurato, Simona, La Sicilia di Ferdinando il Cattolico. Tradizioni politiche e conflitto fra Quattrocento e Cinquecento (1468-1523), Soveria Mannelli: Rubettino, (2003) p.130
3. ↑  See Gambino, Sharo (editor), Lamento per la morte di don Enrico d'Aragona (1478) di Joanne Maurello, Chiaravalle Centrale: Frama Sud, 1983
4. ↑  See Gambino, Lamento (1478)
5. ↑  Marcus, Duchess (2009) p.16
6. ↑  See Giurato, La Sicilia (2003)
7. ↑  See Forker, Charles R., Skull beneath the Skin: The Achievement of John Webster, Southern Illinois University Press, Carbondale, IL., 1986, p.115.
8. ↑  See "The Duchess of Amalfi", The Home friend, SPCK, 1854, pp.452 ff.